# Jacob Aldolphus Bryce
Jacob Aldolphus Bryce (06 de dezembro de 1906 Mountain View, Oklahoma — 12 de maio de 1974 (67 anos) Mountain View, Oklahoma), também conhecido como Delf A. 'Jelly' Bryce, foi um policial de Oklahoma City e agente do FBI, ativo de 1928 a 1958. Ele se destacou por ser um atirador excepcional ("marksman"), especialista em saque rápido, e por seu bom gosto de vestimenta.

## Carreira
Em 1927, Bryce se tornou um agente de jogos do estado de Oklahoma, mas renunciou, com a intenção de seguir a faculdade. Após isso e durante uma competição de tiro em Shawnee, Oklahoma, a pontaria de Bryce foi notada por um chefe noturno do "Oklahoma City Police Department", que sugeriu que ele deveria ingressar no departamento de polícia, o que ele fez em 1928 aos 22 anos, o detetive mais jovem do departamento. Em seu segundo dia com a polícia de Oklahoma City Auto Theft Bureau, Bryce confrontou um ladrão que tentava fazer uma ligação direta em um carro. Ele se identificou como policial, após o que o suspeito sacou um revólver; Bryce então sacou o seu e feriu o criminoso. Mais tarde, ele resgatou um colega policial de um carro em movimento que estava lutando contra três criminosos; ele pulou no estribo e atirou em dois dos criminosos. Quando confrontado, um dos moribundos disse: "Não acredito que fui morto por um Jelly Bean como você". O termo "Jelly Bean" era uma gíria para alguém que se vestia com elegância, e o apelido 'Jelly' pegou.
Durante seu primeiro ano, enquanto patrulhava um carro da polícia, ele confrontou dois ladrões que tentavam invadir as instalações de uma loja de móveis. Depois que Bryce exigiu sua rendição, os dois dispararam pistolas; Bryce então sacou e atirou duas vezes, matando os dois homens. Também enquanto estava no Departamento, ele tentou prender um gângster procurado que sacou sua arma e abriu fogo. Bryce sacou sua arma em resposta e feriu o criminoso, que conseguiu escapar para um teatro próximo, onde morreu mais tarde.
Em 18 de julho de 1934, Bryce, com outros policiais, procurava Harvey Pugh (um assassino de policiais e criminoso associado de Clyde Barrow) e seus cúmplices Ray O'Donnell e Tom Walton. As informações de Bryce os colocaram no Wren Hotel, administrado por Merle Bolen. Levado a um quarto pela mãe do proprietário, Bryce encontrou Walton e O'Donnell na cama com Bolen. O'Donnell enfrentou Bryce apontando um Colt 1911 em cada mão. Bryce sacou sua arma e o matou. Após este incidente, Bryce foi recrutado pelo "Federal Bureau of Investigation" (FBI) como um agente especial.
Enquanto estava no FBI, ele foi designado para diferentes locais, incluindo como "Special Agent in Charge" (SAC) no escritório de campo de El Paso em 1941 e SAC em Albuquerque, Novo México, mas passou a maior parte de sua carreira em Oklahoma City, tornando-se Chefe da agência do FBI de Oklahoma City em 1956. Ele também demonstrou e ensinou seus métodos de tiro na Academia do FBI. Sua vida e estilo de policiamento foram destaque em artigos de revistas: Life in 1945 e Look em 1946. Após sua aposentadoria, ele se candidatou como Democrata a Governador de Oklahoma, mas concorreu como independente, não sendo eleito. Depois disso, ele se tornou um fazendeiro perto de Mountain View e participou de shows como atirador de exibição.

## Vida pessoal
Bryce nasceu em 6 de dezembro de 1906 em Mountain View, Oklahoma, filho de Fel Albert Bryce e sua esposa Maggie Meek. Ele frequentou a Mountain View High School, graduando-se em 1926, após o qual mudou-se para a cidade de Seminole para trabalhar em uma mercearia antes de se tornar um detetive de polícia e agente do FBI. Ele se casou primeiro com Frances Maxine Wilson, o casamento produzindo seu filho, William Delf; eles se divorciaram em 1932, e ela morreu em conseqüência dos ferimentos sofridos em um acidente de carro em 1973. Em 1944 ele se casou com Shirley Geraldine Bloodworth, o casamento produzindo seu filho, John Fel.
Bryce morreu, a suspeita é de ataque cardíaco, em 12 de maio de 1974, enquanto participava de uma reunião do FBI no Shangri-la Lodge perto de Grand Lake. Ele foi enterrado em Mountain View.

## Mídia e leitura adicional
- "Jelly Bryce: The Perfect Shot", Cineflix production of American Lawmen, Season 1, Episode 6 (2016)[10]
- Conti, Mike, Jelly Bryce: the legend begins, Saber Press (2014), ISBN 0977265978
- Conti, Mike, Jelly Bryce: FBI Odyssey, Saber Press (2015), ISBN 0996530207
- Conti, Mike, Jelly Bryce:the man in the mirror, Saber Press (2016), ISBN 0996530290